# Штейников, Олег Вячеславович
Олег Вячеславович Штейников (род. 11 июля 1985, Алма-Ата) — казахстанский пловец, специализировавшийся в плавании вольным стилем. Участник Олимпийских игр 2004 года и Азиатских игр 2002 года.

## Биография
Олег Штейников родился в Алма-Ате 11 июля 1985 года.

## Карьера
Олег Штейников выступил на летних Азиатских играх 2002 года, которые прошли в Южной Корее. Казахстанский пловец участвовал в двух эстафетах вольным стилем. 30 сентября 2002 года казахстанские пловцы стали четвёртыми на дистанции 4 по 200 метров с результатом 7 минут 44,58 секунды, а 2 октября вновь остановились в шаге от медали в эстафете 4 по 100 метров (3.27,58).
В декабре 2002 года Штейников принял участие на этапе Кубка мира в Китае, где стал шестнадцатым по результатам предварительных заплывов на 100 метров и 24-м на 50 метров. В январе он принял участие на немецком этапе, но на дистанциях 50 и 100 метров занял лишь 40-е и 52-е места, соответственно.
Штейников получил право участвовать на Олимпийских играх в Афинах в 2004 году на дистанции 50 метров. В предварительном раунде он стал лишь 55-м и не сумел квалифицироваться в следующий раунд.